# ブルース・サミット
『ブルース・サミット』（Blues Summit）は、アメリカ合衆国のブルース・ミュージシャン、B.B.キングが1993年に録音・発表したスタジオ・アルバム。

## 解説
多くのブルース・ミュージシャンをフィーチャリング・ゲストとして迎えたアルバムで、B.B.キングより8歳年上のジョン・リー・フッカーから28歳年下のロバート・クレイまで、幅広い世代のゲストが参加した。なお、キングは1993年にメンフィスで、本作にも参加したゲストを大勢迎えたライヴを行っており、その模様は映像作品『ブルース・サミット・コンサート』として発表された。
本作は、キングの母国アメリカでは総合チャートのBillboard 200で182位、ビルボードのR&Bアルバム・チャートで64位に達した。キングは本作でグラミー賞最優秀トラディショナル・ブルース・アルバム賞を受賞し、自身7度目のグラミー受賞を果たした。

## 収録曲
1. プレイン・ウィズ・マイ・フレンズ - Playin' with My Friends (Robert Cray, Dennis Walker) – 5:18
  - with ロバート・クレイ・バンド
2. シンス・アイ・メット・ユー・ベイビー - Since I Met You Baby (Ivory Joe Hunter) – 4:45
  - with ケティ・ウェブスター
3. アイ・ピティ・ザ・フール - I Pity the Fool (Deadric Malone) – 4:36
  - with バディ・ガイ
4. ユー・シュック・ミー - You Shook Me (Willie Dixon, J.B. Lenoir) – 4:59
  - with ジョン・リー・フッカー
5. サムシング・ユー・ガット - Something You Got (Chris Kenner) – 4:02
  - with ココ・テイラー
6. ゼアズ・サムシング・オン・ユア・マインド - There's Something on Your Mind (Cecil James McNeely) – 6:02
  - with エタ・ジェイムス
7. リトル・バイ・リトル - Little by Little (Amos Blakemore) – 4:07
  - with ローウェル・フルスン
8. コール・イット・ストーミー・マンデイ - Call It Stormy Monday (Aaron T. Walker) – 7:17
  - with アルバート・コリンズ
9. ユーアー・ザ・ボス - You're the Boss (Jerry Leiber, Mike Stoller) – 4:07
  - with ルース・ブラウン
10. ウィアー・ゴナ・メイク・イット - We're Gonna Make It (Gene Barge, Billy Davis, Raynard Miner, Carl Smith) – 3:51
  - with アーマ・トーマス
11. アイ・ガッタ・ムーヴ・アウト・オブ・ディス・ネイバーフッド／ノーバディ・ラヴズ・ミー・バット・マイ・マザー - I Gotta Move out of This Neighborhood / Nobody Loves Me But My Mother (B.B. King) – 8:57
  - B.B.キング&オーケストラ
12. エヴリバディズ・ハッド・ザ・ブルース - Everybody's Had the Blues (Joe Louis Walker) – 4:36
  - with ジョー・ルイス・ウォーカー